# Yelpa-Kagyü
| Tibetische Bezeichnung                    |
| ----------------------------------------- |
| Tibetische Schrift: ཡེལ་པ་བཀའ་བརྒྱུད་         |
| Wylie-Transliteration: yel pa bka' brgyud |
| Chinesische Bezeichnung                   |
| Vereinfacht: 叶巴噶举                     |
| Pinyin:Yeba Gaju                          |

Die Yelpa-Kagyü (tib.: yel pa bka' brgyud) -Schule ist eine der sogenannten „acht kleineren Schulen“ der Kagyü-Tradition des tibetischen Buddhismus (Vajrayana). Sie wurde von Yeshe Tsegpa (ye shes brtsegs pa; 1134–1194), einem Schüler Phagmodrupas, gegründet. Er gründete das Kloster Yelphug und das Kloster Tana.
Später ging die Schule in anderen Zweigschulen der Kagyü-Tradition auf. Lediglich das Stammkloster Tana Gompa wird weiterhin als Yelpa-Kagyü-Kloster bezeichnet, wenngleich neben den Yelpa-Lehren auch jene der Karma-Kagyü-Tradition vermittelt werden.